# João VI de Constantinopla
João VI (em grego: Ιωάννης ΣΤ; romaniz.: Iōannēs VI), foi o patriarca de Constantinopla entre 712 e 715, e reinou durante um período conhecido como "Anarquia de vinte anos".

## Vida e obras
João VI foi colocado no trono patriarcal em 712 por ordem do imperador bizantino Filípico como substituto do patriarca Ciro de Constantinopla. Ele obteve as graças do imperador por dividir com ele uma simpatia pela doutrina monotelita. A política religiosa do novo patriarca e seu imperador causou uma ruptura temporária das relações com a igreja de Roma. Porém, em 715, o novo imperador Anastácio II  depôs João VI e o substituiu com o ortodoxo Germano I.
Suas obras foram publicadas por Migne em sua Patrologia Graeca (PG 96).

## Papado
Entre suas cartas encontra-se uma defesa da autoridade do papa sobre toda a cristandade:
”O Papa de Roma, a cabeça do sacerdócio cristão, quem em Pedro, o Senhor ordenou para confirmar os seus irmãos "